# Hoplopleura karachiensis
Hoplopleura karachiensis är en insektsart som beskrevs av Khanum 1983. Hoplopleura karachiensis ingår i släktet Hoplopleura och familjen gnagarlöss. Inga underarter finns listade i Catalogue of Life.